# Lysophosphatidyléthanolamine
Une lysophosphatidyléthanolamine (LPE) est un phospholipide issu de l'hydrolyse, généralement par une phospholipase A2, d'un résidu d'acide gras en position 2 sur le glycérol d'une phosphatidyléthanolamine :
|                               | + H2O {\displaystyle \rightleftharpoons } |            | + |                              |
| Phosphatidyléthanolamine      |                                           | Acide gras |   | Lysophosphatidyléthanolamine |
| Phospholipase A2 – EC 3.1.1.4 |                                           |            |   |                              |

Les lysophosphatidyléthanolamines sont des phosphoglycérides mineurs de la membrane cellulaire. Elles interviennent dans la signalisation cellulaire et l'activation de certaines enzymes. Elles peuvent être également utilisées en agronomie pour favoriser la croissance des plantes, augmenter la teneur en sucres, améliorer l'état phytosanitaire général et permettre un meilleur stockage en limitant les effets secondaires. 

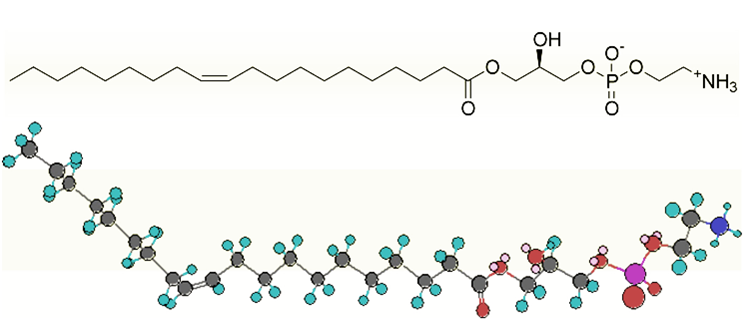
Structure de la 1-oléyllysophosphatidyléthanolamine, un exemple de LPE.